# Battaglia di Fontenoy
La battaglia di Fontenoy fu combattuta l'11 maggio 1745 vicino all'omonimo villaggio situato nei Paesi Bassi Austriaci tra l'Esercito Prammatico del Duca di Cumberland e quello francese di Maurizio di Sassonia nel corso della Guerra di successione austriaca.

## Prologo
Nel maggio del 1744 l'armata di Luigi XV, sotto il comando del Duca di Noailles, invase i Paesi Bassi Austriaci, occupando rapidamente le piazzeforti di Menin, Ypres, Knokke e Furnes.
L'anno seguente Noailles venne rimpiazzato al comando da Maurizio di Sassonia, Maresciallo Generale di Francia, che riprese l'offensiva marciando lungo la valle della Schelda alla volta di Mons.
Operando questa diversione, i francesi manovrarono invece contro la città di Tournai, che il 26 aprile 1745 fu posta sotto assedio. Presi alla sprovvista, i generali alleati decisero di passare subito all'attacco mandando le loro forze a sbarrare la via per Bruxelles. Il 30 aprile l'Esercito Prammatico, copertosi di gloria due anni prima a Dettingen, iniziò la marcia da Mons verso Tournai, sotto il comando del Duca di Cumberland.

## La battaglia

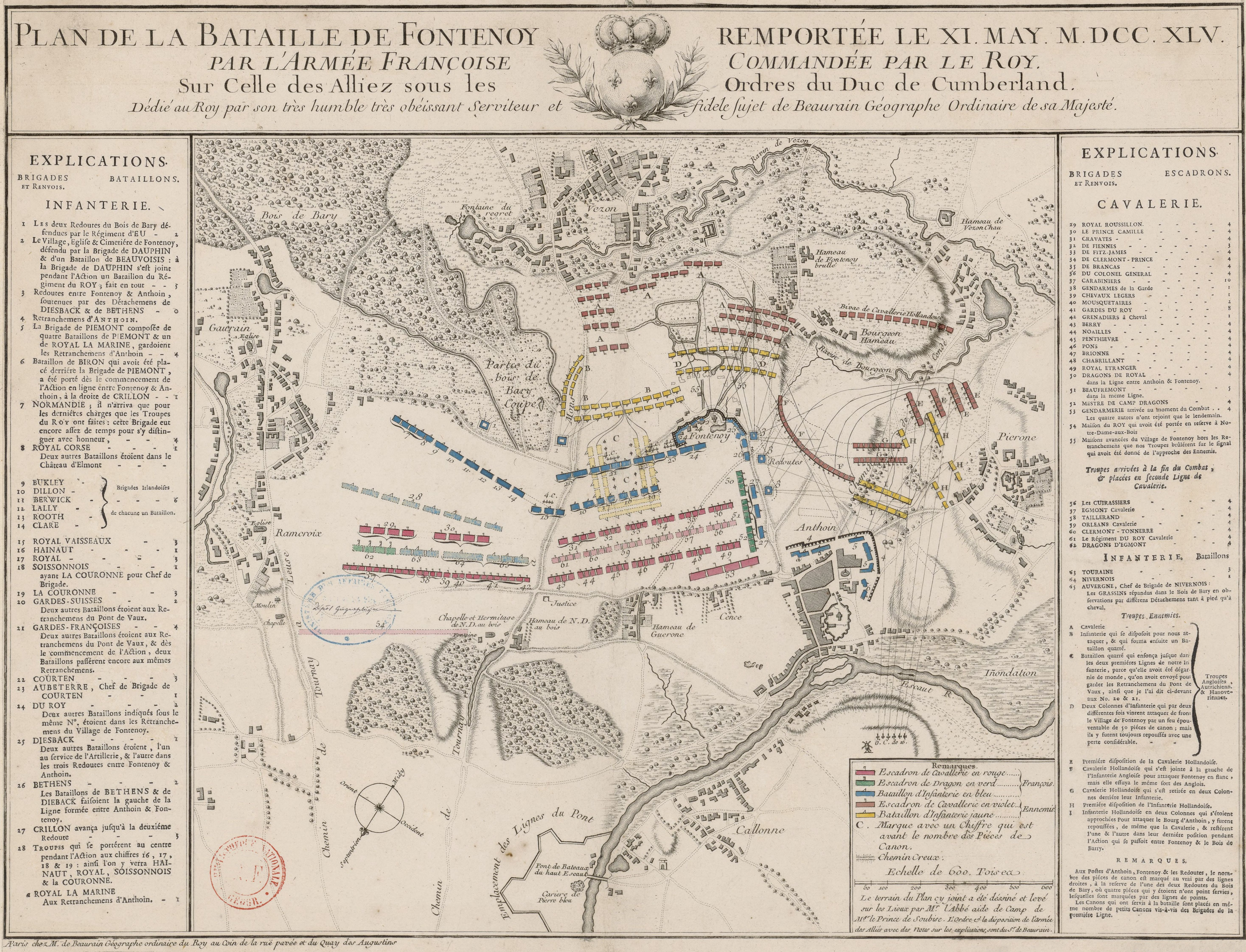
Pianta della battaglia di Fontenay

Maurizio di Sassonia non reputava che le truppe francesi fossero in grado di sostenere una battaglia in campo aperto contro gli inglesi e gli austriaci. Per questo motivo diede ordine di scavare dei trinceramenti lungo l'ampio pendio ad est della Schelda. L'8 maggio iniziò la costruzione di tre grandi ridotte, due nei villaggi di Fontenoy e Antoing, la terza a ridosso del bosco di Berry. Due giorni dopo giunsero anche Luigi XV ed il Delfino per assistere alla battaglia imminente.
All'alba dell'11 maggio 1745 il Duca di Cumberland e l'Esercito Prammatico giunsero sul campo di battaglia, iniziando lo schieramento sotto il fuoco dei cannoni nemici. Il Duca era certo che i francesi occupassero Fontenoy e Antoing, ma gran parte dell'armata avversaria restava celata dietro il pendio, così da rendere impossibile un calcolo seppur approssimativo delle forze che il Maresciallo di Francia aveva messo in campo.
Verso le nove, Cumberland diede l'ordine di avanzare. La cavalleria anglo-hannoveriana caricò su per il pendio ma venne falciata dalla mitraglia dell'artiglieria francese. Il Tenente-Generale Campbell, comandante della cavalleria alleata, rimase ucciso durante la carica. Nel frattempo le truppe olandesi avanzarono contro Fontenoy, ma furono anch'esse respinte dal fuoco dei cannoni francesi, lasciando sul campo numerosi caduti.
Verso le dieci il Maresciallo Königseck, che comandava le truppe austriache, gridò al Duca: «Avanti, Milord, dritto di fronte a voi, le rovine davanti a Fontenoy devono essere prese!».
Cumberland allora ordinò che le due colonne anglo-hannoveriane del Tenente-Generale Sir John Ligonier attaccassero tra Fontenoy ed il bosco di Berry. Egli stesso si mise alla testa delle truppe, sfidando un fuoco micidiale.
Bersagliata dai cannoni francesi, la fanteria alleata giunse sulla sommità delle alture, trovandosi finalmente davanti l'intero esercito francese. Due battaglioni nemici iniziarono a ripiegare velocemente, e il Duca di Cumberland ordinò al 1º Foot Guards di incunearsi nel varco lasciato aperto dai francesi. Gli inglesi avanzarono così di trecento passi per allontanarsi dal fuoco di Fontenoy e minacciare l'avvolgimento del fianco francese.
A loro volta due reggimenti delle Gardes Françaises iniziarono ad avanzare contro il nemico, ma la marcia si arrestò a poco più di venti passi, poiché il Conte di Chabannes, che li comandava, reputava le Guardie inglesi superiori nel tiro a lunga distanza.
Secondo la tradizione e quanto venne scritto da Voltaire, il Capitano Sir Charles Hay, del 1º Foot Guards, avrebbe gridato alle Gardes Françaises:
(Capitano Sir Charles Hay, del 1º Foot Guards alla Guardia Francese, secondo Voltaire)
 al che un ufficiale francese, il Conte d'Anteroches, avrebbe risposto:
(Conte d'Anteroches)
Le Guardie inglesi aprirono il fuoco a raffiche di compagnia, causando ai francesi la perdita di 50 ufficiali e 760 uomini. Sir Charles Hay rimase ferito. Non potendo più sostenere il micidiale tiro dei moschetti inglesi, i due battaglioni di testa delle Gardes Françaises ruppero i ranghi e si ritirarono. Nel frattempo il 2º Coldstream Guards attaccò uno dei reggimenti francesi della brigata di Du Roi, uccidendo 33 ufficiali e 345 uomini, tra i quali il Duca di Gramont, e catturando uno stendardo.
Allora il maresciallo Maurizio di Sassonia, forse per suggerimento del maresciallo Duca de Richelieu,  che era presente, ordinò un contrattacco manovrato contro il fianco degli Anglo-Hannoveriani già imbaldanziti dal successo. Le colonne dei coalizzati si sfasciarono. La battaglia si concluse con una grande vittoria francese, conseguita sotto gli occhi di Luigi XV.